# Ризоїдолист блискучий
Ризоїдолист блискучий (Tomentypnum nitens) — вид мохів порядку гіпнобрієвих (Hypnales).

## Поширення
Ареал охоплює такі частини світу: Європа, Північна Америка, Азія.
Населяє вапнякові чи проміжно багаті мінералами середовищами, мезотрофні болота, у поєднанні з іншими кальцифілами, з мохами, такими як Paludella squarrosa та Aulacomnium spp.; від низьких до високих висот.

## Характеристика

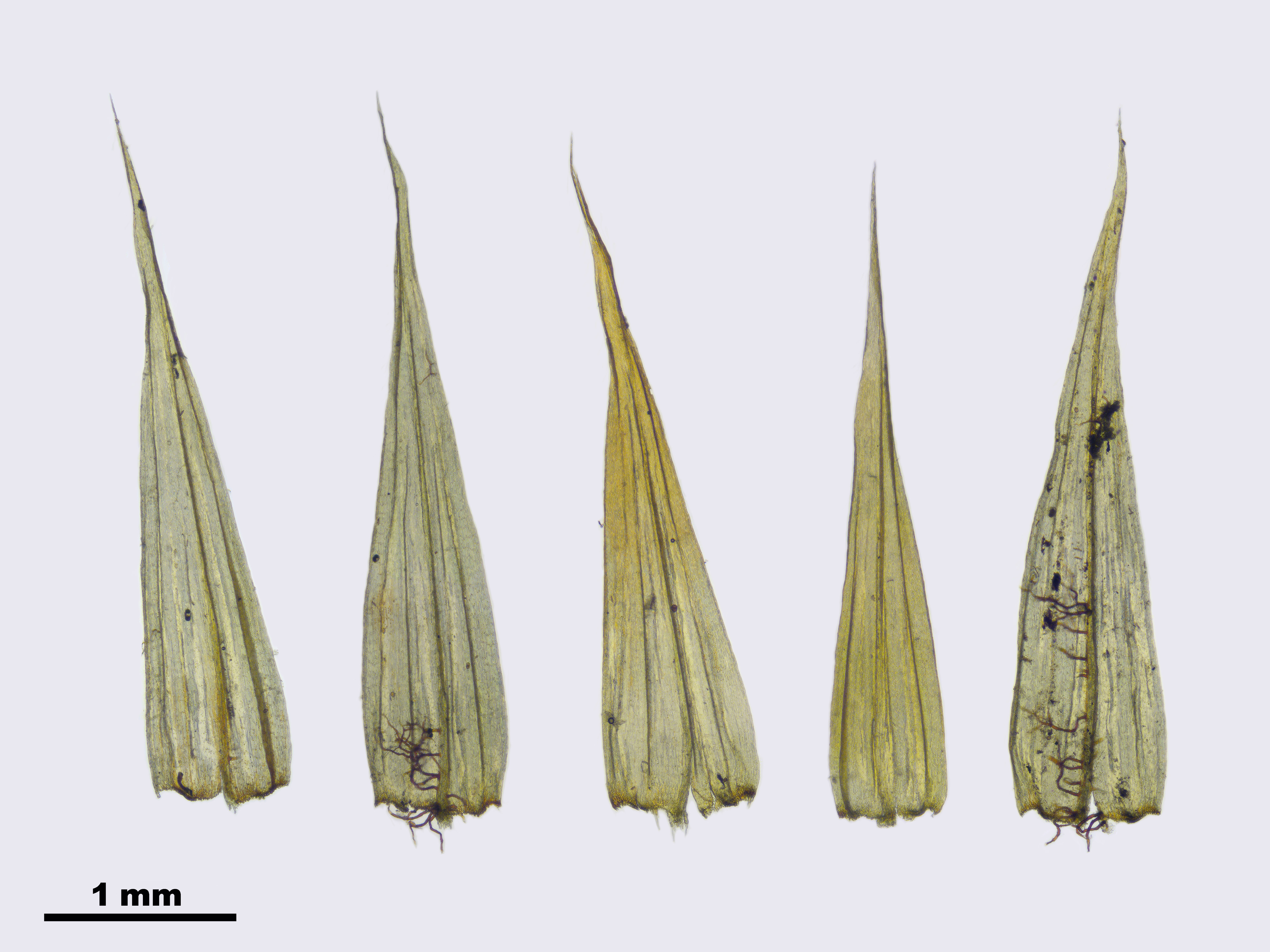

Стебла з ризоїдами в 1 (або 2) поперечних ряди на стеблі безпосередньо під листковою вставкою і на проксимальній абаксіальній поверхні стебла. Листки прямі, не або трохи закручені дистально, звужуються від основи до верхівки, найширші біля основи; верхівка довгозагострена. Коробочкові ніжки червонуваті, проксимально темніші, дистально світліші, 3–4.5(5) см, у сухому стані злегка закручені.